# Mariana Botas
Mariana Botas Lima, mais conhecida como Mariana Botas (Cidade do México, 29 de janeiro de 1990), é uma atriz, cantora e apresentadora mexicana.

## Biografia
Começou sua carreira aos dois anos de idade participando de inúmeros comerciais de televisão. Com 8 anos de idade, Mariana, realiza testes para participar da telenovela infantil Una luz en el camino, e graças ao seu trabalho, conseguiu o protagônico da história, com o sucesso da telenovela houve o musical, fazendo turnê por todo país.
Em 1999, é convidada pelo produtor Ernesto Hernández para integrar-se ao elenco da telenovela Serafín, sendo novamente uma das protagonistas e com o grande sucesso houve a realização de um filme e de turnê musical por vários países. 
Em 2000, realiza participações nas telenovelas Cuento de Navidad e El precio de tu amor e na série Mujer, casos de la vida real até 2003.
Em 2001, realiza uma pequena participação na telenovela Atrévete a olvidarme e logo após começa a dedicar-se ao teatro,destacando-se por sua atuação na peça O Mágico de Oz.   
Em 2002, é destaque na telenovela ¡Vivan los niños!, é convidada para atuar na série La familia P. Luche, pelo produtor e criador Eugenio Derbez e logo após começa apresentando o resumo da semana na telenovela Cómplices al Rescate.
Em 2003, torna-se apresentadora infantil no programa Hoy da rede mexicana Televisa.
Após uma pausa em sua carreira, retorna a rede mexicana Televisa para integrar-se ao elenco da série Una Familia de Diez  em 2007, sendo uma das protagonistas. 
Em 2008, é destaque na telenovela Al diablo con los guapos e após escândalo sobre uma suposta gravidez, decide dar um tempo a carreira para dedicar-se a família.
Em 2010, é convidada pelo produtor Miguel Ángel Herros, para realizar participação na série La rosa de Guadalupe.
Em 2011, é destaque na telenovela Esperanza del corazón. 
Em 2012, é convidada para participar da série Como dice el dicho pelo criador José Antonio Olvera.
Atualmente esta produzindo seu 1º álbum de estúdio e atuando na peça teatral da série Una Familia de Diez, sendo uma das protagonistas.

## Filmografia
| Ano  | Título                       | Personagem                           |
| ---- | ---------------------------- | ------------------------------------ |
| 1998 | Una luz en el camino         | Luciana                              |
| 1999 | Serafín                      | Ana                                  |
| 2000 | Cuento de Navidad            | Um Anjo                              |
| 2000 | El precio de tu amor         | Mary Ríos                            |
| 2000 | Mujer, casos de la vida real | Vários Personagens                   |
| 2001 | Atrévete a olvidarme         | Sabina (Jovem)                       |
| 2002 | ¡Vivan los niños!            | Mary Paz Mazagatos                   |
| 2002 | La familia P. Luche          | Namorada de Ludoviquito              |
| 2007 | Una Familia de Diez          | Martina López González               |
| 2007 | Al diablo con los guapos     | Chómpiras                            |
| 2010 | La rosa de Guadalupe         | Azucena - Episódio: Afundar a Guerra |
| 2011 | Esperanza del corazón        | Britney Figueroa Guzmán              |
| 2012 | Como dice el dicho           | Florencia "Flor"                     |
| 2018 | Diablero                     | Thalía                               |

### Apresentadora
- 2003 - Hoy ... Apresentadora Infantil
- 2002 - Cómplices al Rescate - Resumo da semana ... Apresentadora

### Teatro
- 2014 - La Familia de Diez ... Martina López González
- 2003 - O Mágico de Oz ... Doroty

## Discografia
- 1999 - Serafín